# Конвенція про статус осіб без громадянства
Конве́нція про ста́тус осі́б без громадя́нства — юридично обов'язкова для держав-учасниць міжнародна угода, метою якої є захист прав апатридів.